# Reeds Spring (Missouri)
Reeds Spring est une ville du comté de Stone, dans le Missouri, aux États-Unis,. Située à l'est du comté, elle est incorporée en 1947.

## Démographie
Lors du recensement de 2010, la ville comptait une population de 913 habitants. Elle est estimée, en 2016, à 864 habitants.

### Source de la traduction
- (en) Cet article est partiellement ou en totalité issu de l’article de Wikipédia en anglais intitulé « Reeds Spring, Missouri » (voir la liste des auteurs).